# 韋什凱馬
韦什凯马（羅馬化：Veshkayma）是俄罗斯乌里扬诺夫斯克州的市级镇，为该州韦什凯马区行政中心及规模最大聚居地。地处乌里扬诺夫斯克州西北部，位于州府乌里扬诺夫斯克西偏南方。东北方有同属一区的市级镇丘法罗沃。镇内设有同名铁路车站，位于乌里扬诺夫斯克－因扎线上。
该地2022年人口有5,306人；2010年人口6,619；2002年人口7,150；1989年人口7,781。